# 카자흐스탄의 교통
카자흐스탄의 영토는 2,700,000 km2에 걸쳐 있다. 인구 밀도는 낮으며, 산업과 농업의 중심지가 서로 멀리 떨어져 있다.

## 철도
철도는 국토의 57% 이상에 모든 화물과 여객 수송의 68%를 담당한다. 산업 철도를 제외한 일반 운송 서비스에는 15,333km가 있다. 카자흐스탄의 모든 철도 노선은 1,520mm 게이지로 건설되며 그 중 4,000km가 2012년까지 전철화 된다.
Kazakhstan Temir Zholy (KTZ)는 국영 철도회사이다. KTZ는 카자흐스탄의 철도 인프라 개발을 위해 프랑스 기관차 제조업체인 Alstom과 협력하고 있다. Alstom은 600명 이상의 직원과 KTZ 및 카자흐스탄의 자회사와 2개의 합작 투자 회사를 보유하고 있다. 2017년 7월, Alstom은 카자흐스탄에 최초의 기관차 수리 센터를 열었으며, 이는 중앙 아시아와 코카서스 지역의 유일한 수리 센터이다.
카자흐스탄의 철도 시스템은 소련 시대에 설계되었기 때문에 철도 노선은 소비에트 계획의 필요에 따라 소련 내 연방국가 간 국경을 무시하고 설계되었다. 이로 인해 Oral에서 Aktobe까지의 경로가 러시아 영토를 통과하는 것과 같은 이상 현상이 발생한다. 이는 또한 경로가 현대 카자흐스탄의 필요에 맞지 않을 수 있음을 뜻한다.
카자흐스탄의 발전된 철도 시스템은 아시아와 유럽을 연결하는 국제 및 지역 무역을 촉진한다. 2019년 카자흐스탄을 통한 상품 운송은 664,000개의 컨테이너로 23% 증가했다.

## 도로
카자흐스탄은 96,000km가 넘는 도로망을 보유하고 있으며 대부분 현대화 및 수리가 필요하다. 그러나 Euroroute 네트워크의 가장 동쪽 부분을 포함하는 유럽 경로 E40의 동쪽 종점을 포함하는 것으로 유명하다.
- 합계: 189,000 킬로미터 (117,000 mi) (2002)[6]
- 포장: 108,100 km (67,200 mi) (2002)
- 비포장: 80,900 km (50,300 mi) (2002)

2017년 기준, 3,845,301대의 등록된 자동차와 합계 4,425,770대의 자동 운송 수단이 있다.

### 고속도로
카자흐스탄의 고속도로 네트워크는 인구 밀도가 낮기 때문에 다소 낙후되어 있으며 장거리에 더 넓은 도로가 필요하지 않다. 총 490km의 고속도로가 있다. 이중 고속도로 A1이 250km, A2가 158km, A3가 82km를 차지하고 있다.

## 공항
카자흐스탄에는 총 97개의 공항이 있다. (2012)
영토가 넓기 때문에 항공 교통은 국내 교통에서 높은 비중을 차지한다.

### 공항 - 포장된 활주로
합계: 64
- 3,047 미터 (9,997 ft) : 10
- 2,438–3,047 미터 (7,999–9,997 ft) : 25
- 1,524–2,437 미터 (5,000–7,995 ft) : 16
- 914–1,523 미터 (2,999–4,997 ft) : 5
- 914 미터 (2,999 ft) : 8 (2012)

### 공항 - 비포장 활주로
합계: 33
- 3,047 미터 (9,997 ft) : 5
- 2,438–3,047 미터 (7,999–9,997 ft) : 7
- 1,524–2,437 미터 (5,000–7,995 ft) : 3
- 914–1,523 미터 (2,999–4,997 ft) : 5
- 914 미터 (2,999 ft) : 13 (2012)

### 항공자유화조약
카자흐스탄의 11개 공항은 더 많은 외국 항공사와 더 많은 항공편이 카자흐 공항에서 운항할 수 있도록 허용하는 개방형 하늘 제도의 일부이다. 여기에는 Nur-Sultan, Almaty, Shymkent, Aktau, Karaganda, Ust-Kamenogorsk, Pavlodar, Kokshetau, Taraz, Petropavlovsk 및 Semey 공항이 포함됩다.

### 헬기장
합계: 3 (2012)

## 파이프라인
2010년 기준으로 카자흐스탄의 파이프라인은 다음과 같이 구성되어 있다.
- 응축수: 658 km (409 mi)
- 가스: 12,317 km (7,653 mi)
- 석유: 11,201 km (6,960 mi)
- 정제: 1,095 km (680 mi)
- 수로: 1,465 km (910 mi)

## 뉴 실크로드
카자흐스탄은 중국에서 중앙아시아를 거쳐 유럽으로 상품을 운송하는 비용을 크게 가속화하고 절감할 것으로 기대되는 인프라 프로젝트인 뉴 실크로드 이니셔티브에 적극적으로 참여하고 있다.